# Dodô (calciatore 2001)
Vinicius Rodrigues Adelino dos Santos, meglio conosciuto come Dodô o Dodozinho (Angra dos Reis, 15 giugno 2001), è un calciatore brasiliano, centrocampista del Vila Nova in prestito dal Coimbra.

## Carriera
Dodô ha giocato per le giovanili del Santos, per poi approdare in Belgio al Genk e tornare in patria e terminare la sua formazione con Oeste e Ferroviária. Ceduto in prestito al Barretos, ha esordito ufficialmente nel corso del Campeonato Paulista Série A3.
Successivamente si è unito al Coimbra, inizialmente assegnato alla squadra Under-20. Nel 2022 è stato ceduto in prestito al Vila Nova assiema ad altri nove giocatori del Coimbra, senza però giocare alcun incontro nel Campionato Mineiro.
Rientrato al Coimbra, a seguito della retrocessione del club ha giocato nel Campeonato Mineiro Módulo II del 2022 ed in Segunda Divisão con la squadra B, arrivando secondo. È tornato poi al Villa Nova per il Campionato Mineiro 2023, sempre in prestito.
Il 21 aprile 2023 è stato ceduto in prestito al Goiás fino alla fine dell'anno, con una opzione di riscatto. Ha fatto il suo debutto nel club - ed in Série A - il 7 maggio, sostituendo Julián Palacios nella sconfitta interna per 5-0 contro il Palmeiras.

## Statistiche

### Presenze e reti nei club
Statistiche aggiornate al 22 giugno 2023.
| Stagione        | Squadra         | Campionato      | Campionato | Campionato | Coppe nazionali | Coppe nazionali | Coppe nazionali | Coppe continentali | Coppe continentali | Coppe continentali | Altre coppe | Altre coppe | Altre coppe | Totale | Totale | Totale |
| Stagione        | Squadra         | Comp            | Pres       | Reti       | Comp            | Pres            | Reti            | Comp               | Pres               | Reti               | Comp        | Pres        | Reti        | Pres   | Reti   |        |
| --------------- | --------------- | --------------- | ---------- | ---------- | --------------- | --------------- | --------------- | ------------------ | ------------------ | ------------------ | ----------- | ----------- | ----------- | ------ | ------ | ------ |
| 2021            | Barretos        | A3/SP           | 8          | 1          |                 | -               | -               |                    | -                  | -                  |             | -           | -           | 8      | 1      |        |
| 2022            | Coimbra         | M2/MG           | 7          | 0          |                 | -               | -               |                    | -                  | -                  |             | -           | -           | 7      | 0      |        |
| 2022            | Coimbra B       | SD/MG           | 14         | 3          |                 | -               | -               |                    | -                  | -                  |             | -           | -           | 14     | 3      |        |
| 2023            | Villa Nova      | M1/MG           | 12         | 4          |                 | -               | -               |                    | -                  | -                  |             | -           | -           | 12     | 4      |        |
| 2023            | Goiás           | A               | 5          | 0          | CB              | 0               | 0               |                    | -                  | -                  |             | -           | -           | 5      | 0      |        |
| Totale carriera | Totale carriera | Totale carriera | 46         | 8          |                 | 0               | 0               |                    | -                  | -                  |             | -           | -           | 46     | 8      |        |

## Palmarès

### Club

#### Competizioni statali
- Campionato Goiano: 1

Vila Nova: 2025